# Erik Kempe
Frans Olof Erik Kempe, född 15 juli 1898 på Drafle i Hemsö församling, Västernorrlands län, död 16 juni 1959 i Själevads församling, Västernorrlands län
, var en svensk industriman.
Erik Kempe var son till Seth Kempe. Efter studentexamen vid Nya elementarskolan i Stockholm 1917 blev han student vid Uppsala universitet där han främst läste humanistiska ämnen och blev filosofie kandidat 1919, filosofie licentiat 1923 och filosofie doktor 1924. 1924 anställdes han vid AB Robertsfors och var 1927 VD, disponent och ledamot av styrelsen för Åsträsks Ångsågs AB och 1928–1949 VD, disponent och ledamot av styrelsen för AB Robertsfors. Kempe var även ledamot av styrelsen för Mo och Domsjö AB 1920–1922 och 1930–1948, skogschef vid Mo och Domsjö 1940–1944 samt företagets vice VD 1940–1949. 1949–1959 var han MoDos VD. Kempe var även ledamot av styrelsen för Gideå och Husum AB och Sandviks ångsågs AB 1930, för Holmens bruks- och fabriks AB 1932–1947, ledamot av motorbränslesakkunniga 1933, ledamot av styrelsen för Trafikaktiebolaget Grängesberg-Oxelösund 1934–1959 och av norrlandskommissionen 1943–1944.
Erik Kempe mottog 1956 Kungliga Vitterhets Historie och Antikvitets Akademiens Gustav Adolf-medalj för sina insatser för kulturminnesvården i Norrland. Han är begravd på Norra begravningsplatsen utanför Stockholm.